# الدر المختار شرح تنوير الأبصار
الدر المختار شرح تنوير الأبصار أو الدر المختار هو كتاب من تأليف الإمام محمد علاء الدين الحصكفي في عام 1070هـ. يعتبر الكتاب في الواقع شرحًا لكتاب آخر اسمه تنوير الأبصار لمحمد بن عبد الله التمرتاشي.

## وصف
يعتبر الكتاب من أبرز أطروحات المذهب الحنفي. ويناقش مؤلف الكتاب بشكل رئيسي مواضيع الزواج، والمهر، والطلاق، وحقوق وواجبات الزوجين، والوقف، والهبة، والوصية والميراث. تمت الإشارة إليه من قبل جميع كتاب العصر الحديث تقريبًا عن الشريعة الإسلامية في الهند وباكستان وأفغانستان وبنغلاديش. يقدم هذا الكتاب معلومات مفيدة للقضاة والمحامين والعلماء وطلاب الشريعة الإسلامية.

## الترجمة والنشر
كُتب الكتاب في الأساس باللغة العربية وترجم إلى العديد من اللغات في جميع أنحاء العالم.
- الدر المختار شرح تنوير الأبصار نشر: دار الكتب العلمية، 2002، بيروت.[4]
- الدر المختار شرح تنوير الأبصار (ترجمة إنجليزية).[5]